# Нуцзян-Лісуська автономна префектура
25°51′22″ пн. ш. 98°51′17″ сх. д. / 25.85602° пн. ш. 98.85468° сх. д.
Нуцзян-Лісуська автономна префектура (кит.: 怒江傈僳族自治州) — адміністративна одиниця другого рівня у складі провінції Юньнань, КНР. Центр префектури — Лушуй.
Префектура площею 14 589 км² межує з Тибетським автономним районом (на північному заході) та М'янмою (штат Качин) на заході.

## Адміністративний поділ
Префектура поділяється на 1 місто та 3 повіти (два з них є автономними):
| Карта                                               | Карта            | Карта                | Карта            |
| --------------------------------------------------- | ---------------- | -------------------- | ---------------- |
| Лушуй Фугун Гуншань- · Дулун-Ну Ланьпін- · Бай-Пумі |                  |                      |                  |
| Статус                                              | Назва            | Оригінал             | Населення (2010) |
| Місто                                               | Лушуй            | 泸水市               | 184 835          |
| Повіт                                               | Фугун            | 福贡县               | 98 616           |
| Автономний повіт                                    | Гуншань-Дулун-Ну | 贡山独龙族怒族自治县 | 37 894           |
| Автономний повіт                                    | Ланьпін-Бай-Пумі | 兰坪白族普米族自治县 | 212 992          |